# Melissa Wiik
Lindy Melissa Løvbræk Wiik (* 7. Februar 1985 in Slemmestad) ist eine norwegische Fußballspielerin.

## Karriere
Die Stürmerin stand seit 2009 beim norwegischen Erstligisten Stabæk Fotball unter Vertrag und spielt für die norwegische Nationalmannschaft. In der Winterpause der Saison 2009/10 wechselte sie in die Frauen-Bundesliga zum VfL Wolfsburg. Nachdem sie dort nicht mehr regelmäßig gespielt hatte, kehrte sie im Januar 2011 nach Stabæk zurück.
Wiik begann ihre Karriere bei Slammestad IF. 2001 wechselte sie zu Asker FK. Mit diesem Verein gewann sie 2005 den norwegischen Pokalwettbewerb. In der Saison 2007 war sie mit 22 Toren Torschützenkönigin der Liga. Im Jahre 2004 debütierte sie in der norwegischen Nationalmannschaft, mit der sie an der Weltmeisterschaft 2007 und den Olympischen Sommerspielen 2008 teilnahm.
Die Angriffsspielerin hat mit der norwegischen Frauen Nationalmannschaft in Finnland bei der Fußball-Europameisterschaft der Frauen 2009 drei Einsätze und erreichte mit der Mannschaft das Halbfinale.